# Nhạn Sơn
Nhạn Sơn (chữ Hán giản thể: 雁山区, bính âm: Yànshān Qū) là một quận thuộc địa cấp thị Quế Lâm, khu tự trị dân tộc Choang Quảng Tây, Cộng hòa Nhân dân Trung Hoa. Quận Nhạn Sơn có diện tích 288 km², dân số 70.000 người. Mã số bưu chính của quận Nhạn Sơn là 541006, chính quyền quận đóng ở trấn Nhạn Sơn. Về mặt hành chính, quận Nhạn Sơn được chia thành 1 nhai đạo (Nhạn Sơn), 2 trấn (Nhạn Sơn và Giá Mộc) và 1 hương Đại Phu và hương dân tộc Hồi Thảo Bình.